# Vijenac

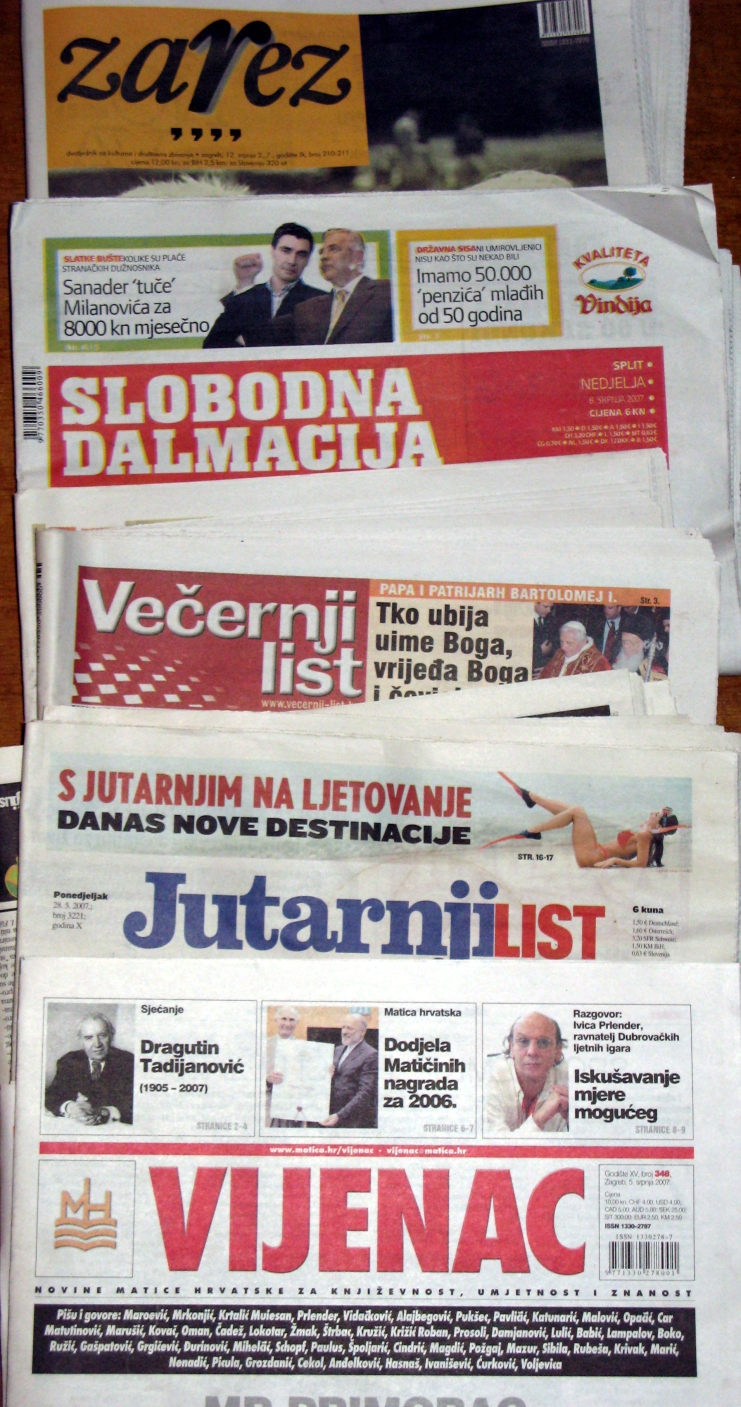
Verschiedene kroatischsprachige Zeitungen

Vijenac, früher bekannt als Vienac (Kranz) ist eine einflussreiche kroatischsprachige zweiwöchentliche Kulturzeitschrift, herausgegeben von Matica hrvatska. Es ist die zentrale Literaturzeitschrift der kroatischen Literatur und Kultur des 19. Jahrhunderts. Das heutige Vijenac ist eine Zeitschrift, die alle aktuellen Ereignisse im Literaturverlag, in der bildenden Kunst und in der heimischen Theaterszene abdeckt.

## Geschichte
Das Zeitschrift wurde 1869 von Matica hrvatska unter dem Namen Vienac gegründet. Der erste Herausgeber der Zeitschrift war Đuro Deželić. Bereits in der ersten Ausgabe der Zeitschrift veröffentlichte August Šenoa seine Werke. Die Zeitschrift veröffentlichte verschiedene literarische Werke  (Gedichte, Kurzgeschichten, Romane, Fortsetzungsromane, Theaterstücke, Essays, Reiseberichte, Humor, Memoiren usw.). Der größte Teil der damaligen kroatischen Literaturproduktion konzentrierte sich auf diese Zeitschrift: Alle prominenten Vertreter des kroatischen Realismus und Naturalismus sowie die Vorläufer der Moderne veröffentlichten ihre Werke darin.  Die Listak-Sektion (Broschüre) enthielt Feuilletone, literarische Anzeigen, Artikel, Rezensionen und Nachrichten zu aktuellen literarischen und kulturellen Ereignissen. In späteren Ausgaben brachte die Zeitschrift auch Beiträge aus der Bildenden Kunst (Illustrationen, Gemälde, Porträts) mit einem eleganten Seitenranddesign. Zu den Herausgebern von Vienac (1869–1903) gehörten Đuro Arnold, August Šenoa, Vjekoslav Klaić, Milan Šenoa, Ksaver Šandor Gjalski und Fran Folnegović.
Die Redaktion von Obzor 1910 erneuert eVienac (1910–1913) als Monatszeitschrift. Die Herausgeber waren Vladimir Lunaček, und Dragutin Domjanić, Fran Galović sowie Antun Gustav Matoš schrieben für die Zeitschrift. Das Magazin wurde 1923 zum dritten Mal als Wochenzeitschrift Vijenac (1923–1928) herausgebracht und versammelte alle berühmten kroatischen Schriftsteller der Zwischenkriegszeit, von Nikola Šop und August Cesarec bis Slavko Batušić und Vladimir Nazor.  Mit dem Ende des Zweiten Weltkriegs wurde Vijenac zum vierten Mal unter der Leitung von Julije Benešić restauriert. Für die kurzlebige (1944–1945) Monatszeitschrift schrieben Tin Ujević, Dobriša Cesarić und Gustav Krklec.
Mit der Verwirklichung der kroatischen Unabhängigkeit erneuerte Matica hrvatska 1993 das legendäre Magazin als zweiwöchentliche Zeitschrift für kulturelle Themen. Slobodan Prosperov Novak war Herausgeber der ersten 39 Ausgaben des Magazins. Unter den Herausgebern der gegenwärtigen Ausgabe  sind  Mate Maras und Mladen Kuzmičić.